# Grammy Award for Best R&B Album
Der Grammy Award for Best R&B Album (deutsch „Grammy-Award für das beste R&B-Album“) ist ein Musikpreis, der seit 1995 bei den jährlich stattfindenden Grammy Awards verliehen wird. Ausgezeichnet werden Musiker oder Bands, deren Album dem traditionellen R&B oder Contemporary R&B zugeordnet wird, wobei von 2003 bis 2011 für Letzteres die Kategorie Best Contemporary R&B Album existierte.

## Hintergrund und Geschichte
Die Grammy Awards (eigentlich Grammophone Awards) werden seit 1959 jährlich für künstlerische Leistung, technische Kompetenz und musikalische Gesamtleistung in verschiedenen Kategorien von der National Academy of Recording Arts and Sciences (NARAS) verliehen, unabhängig von der Verkaufszahl des Werkes.
Im Jahr 1995 wurde erstmals ein Preis für ein R&B-Album verliehen, in den Jahren zuvor zeichnete man lediglich Lieder und deren Darbietungen aus. 2003 wurde mit Best Contemporary R&B-Album („Bestes zeitgenössisches R&B Album“) eine neue Kategorie erschaffen und teilte die alte somit neu auf. 2011 legte man die beiden Kategorien nach einer Umstrukturierung jedoch wieder zusammen. Um die Auszeichnung zu erhalten, muss das Album mindestens 51 Prozent neu aufgenommenen Gesang beinhalten. Samplings, Skits oder ähnliche Aufnahmen dürfen also lediglich 49 Prozent des Albums bilden.

## Statistik
Bisher wurden lediglich US-amerikanische Künstler ausgezeichnet. Unter den Preisträgern befanden sich bisher sechs männliche und acht weibliche Künstler sowie zwei Bands, außerdem wurde eine Kollaboration zwischen einem Sänger und einer Gruppe ausgezeichnet. Mit jeweils zwei Auszeichnungen erhielten die Band TLC, die Sängerin Alicia Keys und John Legend bisher am meisten Auszeichnungen, wobei Legend seinen Preis 2011 gemeinsam mit der Band The Roots erhielt. Am häufigsten nominiert wurde bisher Mary J. Blige, die fünfmal für eine Auszeichnung vorgeschlagen wurde, sie jedoch nur einmal erhielt. Soulsängerin India.Arie wurde viermal nominiert und erhielt den Preis ebenfalls nur einmal. Die Künstler Prince, Jill Scott und Ledisi erhielten bisher je drei Nominierungen, gewannen jedoch noch keine Auszeichnung.

## Gewinner und nominierte Künstler
| Jahr                  | Künstler / Band           | Nationalität       | Werk                            | Weitere nominierte Künstler | Bilder der Künstler                                    |
| --------------------- | ------------------------- | ------------------ | ------------------------------- | --- | ------------------------------------------------------ |
| 1995 1. März 1995     | Boyz II Men               | Vereinigte Staaten | II                              | - Anita Baker – Rhythm of Love - Tevin Campbell – I’m Ready - Gladys Knight – Just for You - Meshell Ndegeocello – Plantation Lullabies - Luther Vandross – Songs                  |                                                        |
| 1996 28. Februar 1996 | TLC                       | Vereinigte Staaten | CrazySexyCool                   | - Mary J. Blige – My Life - D’Angelo – Brown Sugar - Prince – The Gold Experience - Barry White – The Icon Is Love                                                                 | TLC, 2016                                              |
| 1997 26. Februar 1997 | Tony Rich                 | Vereinigte Staaten | Words                           | - Oleta Adams – Moving On - Maxwell – Maxwell's Urban Hang Suite - Curtis Mayfield – New World Order - Meshell Ndegeocello – Peace Beyond Passion                                  |                                                        |
| 1998 25. Februar 1998 | Erykah Badu               | Vereinigte Staaten | Baduizm                         | - Babyface – The Day - Mary J. Blige – Share My World - Boyz II Men – Evolution - Patti LaBelle – Flame - Whitney Houston – The Preacher's Wife: Original Soundtrack Album         |                                                        |
| 1999 24. Februar 1999 | Lauryn Hill               | Vereinigte Staaten | The Miseducation of Lauryn Hill | - Erykah Badu – Live - Brandy – Never Say Never - Aretha Franklin – A Rose Is Still a Rose - Maxwell – Embrya                                                                      |                                                        |
| 2000 23. Februar 2000 | TLC                       | Vereinigte Staaten | FanMail                         | - Mary J. Blige – Mary - Whitney Houston – My Love Is Your Love - R. Kelly – R. - Brian McKnight – Back at One                                                                     | TLC, 2016                                              |
| 2001 21. Februar 2001 | D’Angelo                  | Vereinigte Staaten | Voodoo                          | - Boyz II Men – Nathan Michael Shawn Wanya - Toni Braxton – The Heat - Joe – My Name Is Joe - Jill Scott – Who Is Jill Scott? Words and Sounds Vol. 1 - Sisqó – Unleash the Dragon | D’Angelo, 2012                                         |
| 2002 27. Februar 2002 | Alicia Keys               | Vereinigte Staaten | Songs in A Minor                | - Aaliyah – Aaliyah - India.Arie – Acoustic Soul - Mary J. Blige – No More Drama - Destiny’s Child – Survivor                                                                      |                                                        |
| 2003 23. Februar 2003 | India.Arie                | Vereinigte Staaten | Voyage to India                 | - Joe – Better Days - Musiq – Juslisen - Raphael Saadiq – Instant Vintage - Remy Shand – The Way I Feel                                                                            |                                                        |
| 2004 8. Februar 2004  | Luther Vandross           | Vereinigte Staaten | Dance with My Father            | - Erykah Badu – Worldwide Underground - Blu Cantrell – Bittersweet - Aretha Franklin – So Damn Happy - The Isley Brothers – Body Kiss                                              |                                                        |
| 2005 13. Februar 2005 | Alicia Keys               | Vereinigte Staaten | The Diary of Alicia Keys        | - Anita Baker – My Everything - Al Green – I Can't Stop - Prince – Musicology - Jill Scott – Beautifully Human: Words and Sounds Vol. 2                                            |                                                        |
| 2006 8. Februar 2006  | John Legend               | Vereinigte Staaten | Get Lifted                      | - Fantasia – Free Yourself - Earth, Wind and Fire – Illumination - Alicia Keys – Unplugged - Stevie Wonder – A Time to Love                                                        |                                                        |
| 2007 11. Februar 2007 | Mary J. Blige             | Vereinigte Staaten | The Breakthrough                | - Jamie Foxx – Unpredictable - India.Arie – Testimony: Vol. 1, Life & Relationship - Prince – 3121 - Lionel Richie – Coming Home                                                   |                                                        |
| 2008 10. Februar 2008 | Chaka Khan                | Vereinigte Staaten | Funk This                       | - Ledisi – Lost & Found - Musiq Soulchild – Luvanmusiq - Jill Scott – The Real Thing: Words and Sounds Vol. 3 - Tank – Sex, Love & Pain                                            |                                                        |
| 2009 8. Februar 2009  | Jennifer Hudson           | Vereinigte Staaten | Jennifer Hudson                 | - Eric Benét – Love & Life - Boyz II Men – Motown: A Journey Through Hitsville USA - Al Green – Lay It Down - Raphael Saadiq – The Way I See It                                    |                                                        |
| 2010 31. Januar 2010  | Maxwell                   | Vereinigte Staaten | BLACKsummers’night              | - Anthony Hamilton – The Point of It All - India.Arie – Testimony: Vol. 2, Love & Politics - Ledisi – Turn Me Loose - Charlie Wilson – Uncle Charlie                               |                                                        |
| 2011 13. Februar 2011 | John Legend und The Roots | Vereinigte Staaten | Wake Up!                        | - Raheem DeVaughn – The Love & War MasterPeace - Fantasia – Back to Me - Jaheim – Another Round - Monica – Still Standing                                                          | John Legend, 2008                                      |
| 2012 12. Februar 2012 | Chris Brown               | Vereinigte Staaten | F.A.M.E.                        | - El DeBarge – Second Chance - Ledisi – Pieces of Me - Kelly Price – Kelly - R. Kelly – Love Letter                                                                                |                                                        |
| 2013 10. Februar 2013 | Robert Glasper Experiment | Vereinigte Staaten | Black Radio                     | - Anthony Hamilton – Back To Love - R. Kelly – Write Me Back - Tamia – Beautiful Surprise - Tyrese – Open Invitation                                                               | Robert Glasper beim Newport Jazz Festival, August 2006 |
| 2014 26. Januar 2014  | Alicia Keys               | Vereinigte Staaten | Girl on Fire                    | - Faith Evans – R&B Divas - John Legend – Love in the Future - Chrisette Michele – Better - TGT – Three Kings                                                                      | Alicia Keys, 2010                                      |
| 2015 8. Februar 2015  | Toni Braxton & Babyface   | Vereinigte Staaten | Love, Marriage & Divorce        | - Bernhoft – Islander - Aloe Blacc – Lift Your Spirit - Robert Glasper Experiment – Black Radio 2 - Sharon Jones and the Dap-Kings – Give the People What They Want                | Toni Braxton, 2015                                     |
| 2016 15. Februar 2016 | D’Angelo and the Vanguard | Vereinigte Staaten | Black Messiah                   | - Leon Bridges – Coming Home - Andra Day – Cheers to the Fall - Jazmine Sullivan – Reality Show - Charlie Wilson – Forever Charlie                                                 | D’Angelo, 2012                                         |
| 2017 12. Februar 2017 | Lalah Hathaway            | Vereinigte Staaten | Lalah Hathaway Live             | - BJ the Chicago Kid – In My Mind - Terrace Martin – Velvet Portraits - Mint Condition – Healing Season - Mýa – Smoove Jones                                                       |                                                        |
| 2018 28. Januar 2018  | Bruno Mars                | Vereinigte Staaten | 24K Magic                       | - Daniel Caesar – Freudian - Ledisi – Let Love Rule - PJ Morton – Gumbo - Musiq Soulchild – Feel the Real                                                                          |                                                        |
| 2019 10. Februar 2019 | H.E.R.                    | Vereinigte Staaten | H.E.R.                          | - Toni Braxton – Sex and Cigarettes - Leon Bridges – Good Thing - Lalah Hathaway – Honestly - PJ Morton – Gumbo Unplugged (Live)                                                   |                                                        |
| 2020 26. Januar 2020  | Anderson Paak             | Vereinigte Staaten | Ventura                         | - BJ the Chicago Kid – 1123 - Lucky Daye – Painted - Ella Mai – Ella Mai - PJ Morton – Paul                                                                                        | Anderson .Paak 2016                                    |
| 2021 14. März 2021    | John Legend               | Vereinigte Staaten | Bigger Love                     | - Ant Clemons – Happy 2 Be There - Giveon – Take Time - Luke James – To Feel Love/d - Gregory Porter – All Rise                                                                    | John Legend (2019)                                     |
| 2022 3. April 2022    | Jazmine Sullivan          | Vereinigte Staaten | Heaux Tales                     | - Snoh Aalegra – Temporary Highs in the Violet Skies - Jon Batiste – We Are - Leon Bridges – Gold-Diggers Sound - H.E.R. – Back of My Mind                                         | Jazmine Sullivan (2015)                                |
| 2023 5. Februar 2023  | Robert Glasper            | Vereinigte Staaten | Black Radio III                 | - Mary J. Blige – Good Morning Gorgeous (Deluxe) - Chris Brown – Breezy (Deluxe) - Lucky Daye – Candydrip - PJ Morton – Watch the Sun                                              |                                                        |
| 2024 4. Februar 2024  | Victoria Monét            | Vereinigte Staaten | Jaguar II                       | - Babyface – Girls Night Out - Coco Jones – What I Didn’t Tell You (Deluxe) - Emily King – Special Occasion - Summer Walker – Clear 2: Soft Life EP                                | Victoria Monét 2017                                    |
| 2025 2. Februar 2025  | Chris Brown               | Vereinigte Staaten | 11:11 (Deluxe)                  | - Vantablack von Lalah Hathaway - Revenge von Muni Long - Algorithm von Lucky Daye - Coming Home von Usher                                                                         | Chris Brown 2023                                       |

## Belege
1. ↑  Overview – Übersicht der Recording Academy. grammy.org, archiviert vom Original (nicht mehr online verfügbar) am 19. August 2012; abgerufen am 28. Juli 2012 (englisch).  Info: Der Archivlink wurde automatisch eingesetzt und noch nicht geprüft. Bitte prüfe Original- und Archivlink gemäß Anleitung und entferne dann diesen Hinweis.
2. ↑  Kriterien für den Grammy Award for Best R&B Album (Memento des Originals vom 16. März 2012 im Internet Archive)  Info: Der Archivlink wurde automatisch eingesetzt und noch nicht geprüft. Bitte prüfe Original- und Archivlink gemäß Anleitung und entferne dann diesen Hinweis. (PDF; 81 kB) Auf:www.grammy.org (englisch). Abgerufen am 17. August 2012.
3. ↑  Dan Auerbach, Fun., Jay-Z, Mumford & Sons, Frank Ocean, Kanye West Lead 55th GRAMMY Nominations, Pressemitteilung der Recording Academy, 5. Dezember 2012.
4. ↑  55th Annual GRAMMY Awards Nominees. Auf: grammy.com, abgerufen am 6. Dezember 2012 (englisch).
5. ↑  NARAL Final Nomination List 57th Grammy Awards, abgerufen am 31. Dezember 2015.